# 笠井亮
笠井 亮（かさい あきら、1952年10月15日 - ）は、日本の政治家。
衆議院議員（6期）、日本共産党中央委員会政策委員会責任者（政策委員長）、参議院議員（1期）を歴任した。

## 来歴

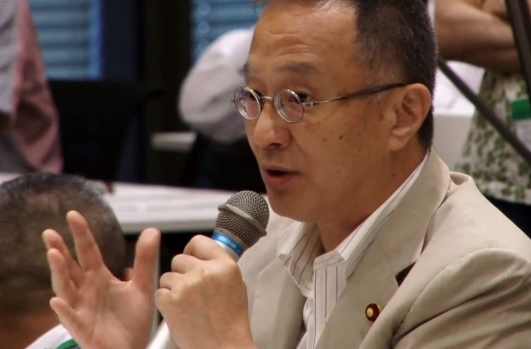
衆議院議員会館にて（2012年7月31日）

大阪府吹田市生まれ。4歳のとき父親の転勤で東京に移住した。三鷹市立第四小学校を経て、東京教育大学附属駒場中学校に通っていた時に父親が再び大阪に転勤になったが、東京教育大学附属駒場高等学校への中高一貫制に通っていたため下宿暮しをした。
高校時代の70年安保闘争など学生運動の高揚したその空気の影響を強く受けて後の生き方が変わった。大学受験勉強をするふりをして浪人中にしばしばデモ行進に参加していた。一浪して1972年に東京大学経済学部へ入学した。しかし、全日本学生自治会総連合の副委員長になるなど学生運動している間一切大学には行かず、専従役員として四六時中の活動し、1973年にベルリン（統合前の東ドイツの首都）で開かれた20歳で「第10回世界青年学生祭典」に日本代表として参加した。
1977年に25歳で東京大学経済学部を卒業した。その後学士入学で東京大学農学部に入学する。やがて日本民主青年同盟で専従者となるために中退した。東大農学部を中退する前の大学時代から誘われて日本民主青年同盟の同盟員になって国際部長等を務めたことが後の日本共産党入党への道筋になった。
1978年2月、民青同盟中央委員に就任。1982年から世界民主青年連盟の本部があるハンガリーのブダペストに派遣され、日本民主青年同盟の代表（中央常任委員・国際部長）として3年間赴任した。その後、1987年から赤旗記者を務めた。
1992年3月より共産党平和問題対策会議副責任者になり、7月の第16回参議院議員通常選挙に初めて共産党に公認され立候補する。当時、共産党の比例代表で当選するのは数名であったが党執行部が法律上の権利を拡大するために選挙直前に25名へ増やした候補者名簿順位の25番目に公認したからだった。当時のことを笠井は「他の政党なら当選圏からもれたら離党騒ぎも起きかねないが、私は初体験の候補者活動に意気軒昂した。」と述べている。1992年8月より共産党同対策会議・統一戦線推進委員会事務局長に就任。1994年7月より共産党准中央委員に就任。
1995年、第17回参議院議員通常選挙に日本共産党公認で参議院比例区から二度目の出馬し、初当選を果たす。参議院国会対策委員長山下芳生の下、参院国対委員長代理に就任した。1997年9月に共産党中央委員に任命された。1997年10月より共産党平和・統一戦線推進委員会副責任者になった
2001年、第19回参議院議員通常選挙で落選。2004年、第20回参議院議員通常選挙で落選。
2005年、第44回衆議院議員総選挙に比例東京ブロック単独2位で出馬。共産党の比例東京ブロックでの獲得議席は1だったが、名簿1位の若林義春が重複立候補した東京22区での得票が1割を下回ったため比例復活の権利を失い、名簿2位だった笠井が当選した。
2009年、第45回衆議院議員総選挙に比例東京ブロック単独で出馬し、再選。党政策委員会副責任者となった。
2011年5月13日に日韓図書協定のために努力した日韓の功労者に感謝の記念品を贈呈され日本共産党から緒方靖夫（元参院議員）、民主党の石毛鍈子、社民党の服部良一と共に表彰された。
2012年、第46回衆議院議員総選挙に比例東京ブロック単独で出馬し、3選。
2014年、第47回衆議院議員総選挙に比例東京ブロック単独で出馬し、4選。
2017年、第27回党大会で党政策委員会責任者に選出。同年、第48回衆議院議員総選挙に比例東京ブロック単独で出馬し、5選。
2021年、第49回衆議院議員総選挙に比例東京ブロック単独で出馬し、6選。
2023年6月23日、日本共産党が次期衆議院議員総選挙に出馬せず、政界を引退することを発表。

## 政治活動
- 2009年11月4日、衆議院予算委員会にて、普天間基地移設問題について民主党に質問した際、外務大臣岡田克也から「選挙期間中の党首の発言（鳩山由紀夫代表が選挙中に発言した「最低でも県外、目指すは国外」）は「公約」とは異なる」という答弁を引き出した。
- 2009年11月26日、衆議院第1議員会館で、在日本大韓民国青年会や在日本大韓民国民団が主催する「永住外国人の地方参政権法案の早期立法化を求める11・26緊急院内集会」に、末松義規・小川敏夫・渡辺浩一郎・手塚仁雄・初鹿明博・白眞勲・近藤正道・魚住裕一郎・鰐淵洋子と共に参加し、在日外国人の参政権法案を早期に成立させる決意を表明した[8]。
- 2011年2月25日、衆議院第1議員会館で土肥隆一・今野東・石毛鍈子・阿部知子らと、韓国の国会人権フォーラム代表の黄祐呂議員らと協議会を開催。被害を受けたとする韓国人原告の側に立ち日本政府に責任を問う訴訟を行ってきた高木健一弁護士が主導したサハリン残留韓国人の補償と支援に向け、日韓の企業と政府が一定の基金を出し合い、財団を設立する案に合意した[9][10]。
- 2012年10月20日に京畿道広州市ナヌムの家を李氏朝鮮時代の文化財の返還問題で交流してきた李源（イ・ウォン）ともに訪問した。元慰安婦を称する韓国人6人に対して「6人が生きている間に、日本政府の謝罪と賠償が行われるよう努力する」と表明した。笠井の訪問はナヌムの家からの招待によるもので日本の全国会議員に招待状を送ったものの実際に訪問したのは笠井が初めてだった。笠井は「過去の植民地支配への根本的反省と清算が、苦しみと悲しみにこたえる道で日韓関係の諸問題の解決につながる」と語った[11]。
- 2013年3月8日の衆議院予算委員会で、企業の内部留保の活用と賃上げについて政府に質問した際、安倍晋三総理と麻生太郎副総理から「私と笠井さんが、まったく同じ考えになるというのは珍しい」「共産党と自民党が一緒になって賃上げをやろうっていうのは、たぶん歴史上始まって以来」という答弁を引き出した[12]。

## 政策・主張
- 憲法改正と集団的自衛権の行使に反対。
- アベノミクスを評価しない。
- 村山談話、河野談話を見直すべきでない。
- ヘイトスピーチの法規制に賛成[13]。
- 原発再稼働に反対[13][14]。2015年9月22日、官邸前で反原発デモ行動に同じく日本共産党所属の藤野保史衆議院議員と共に参加した[15]。
- 選択的夫婦別姓制度導入に賛成[16]。
- 受動喫煙防止を目的に飲食店等の建物内を原則禁煙とする健康増進法改正に賛成[17]。

## 所属団体・議員連盟
- 世界連邦日本国会委員会[18]
- クラスター爆弾禁止推進議員連盟（発起人）
- 原発ゼロの会（世話人）
- 日朝国交正常化推進議員連盟（副会長）
- 日韓議員連盟
- 北京オリンピックを支援する議員の会
- 人権外交を超党派で考える議員連盟（副会長） [19]

## 人物
- 2011年の4月29日に日韓図書協定に関連した図書の引渡しに関して韓国の朝鮮日報は、日本共産党の笠井亮衆院議員が2007年から奔走していたことを伝えている。笠井は「朝鮮王室儀軌」引き渡しに奔走した日本の主役として「今回返還されるものは日本政府が当然返還しなければならない。」朝鮮王室儀軌が持ち出されたのは日本共産党創立の年でもある1922年ということで「帝国主義戦争と植民地支配に反対して結成された共産党が、儀軌返還の主役になろうと決心した。」と語った。さらに笠井議員は「日本と韓国は文化的・経済的に家族のような存在。日本が反省してこそ、新たな関係に発展させることができる」と述べている[20]。
- 2011年5月13日に笠井は日韓図書協定のために努力し感謝の記念品を日本共産党からは尽力した緒方靖夫副委員長（元参院議員）、民主党の石毛鍈子、社民党の服部良一衆院議員らと表彰された。日本共産党からは、二人以外に井上哲士、穀田恵二、山下芳生が出席した。
- 活発に国際活動を行っており、これまで30数カ国を訪問[21]。
- 家族は妻と母[21]。妻の笠井貴美代は新日本婦人の会前会長[22]、日本婦人団体連合会副会長。母は広島で被爆している[21]。

## 賞歴
- 朝鮮王朝儀軌還収功労記念品―韓国の団体「朝鮮王朝還収委員会」より[23]

## 出演
- ビートたけしのTVタックル
- サンデープロジェクト
- 朝まで生テレビ!
- 日曜討論